# Franz Wilhelm Seiwert
Franz Wilhelm Seiwert (født 9. marts 1894 i Köln; død 3. juli 1933 samme sted) var en tysk maler og skulptør, medlem af kunstnergruppen "Kölner Progressive".
Under 1. verdenskrig kom Seiwert i kontakt med revolutionære bevægelser og Franz Pfemferts Antinationale Sozialistenpartei; 1920 meldte han sig ind i KAPD, og han havde forbindelse med den tyske forfatter Ret Marut/B.Traven.
Seiwert fik grafik og artikler publiceret i tidsskriftet Aktion(de) og havde 1923 sporadisk kontakt med Internationale Arbeiterhilfe.
Fra oktober 1929 udgav han i Köln med Heinrich Hoerle bladet a bis z som "organ for gruppen af progressive kunstnere".
Seiwert døde alvorligt syg 1933, og selv om han derved undgik forfølgelse under nazismen der først samme år fik regeringsmagten, blev hans værker dog senere i 1930'erne erklæret for "entartet", dekadent.
| - Værker af Franz Wilhelm Seiwert - Skabninger, 1917-19 Geschöpfe - Stærkt abstraheret halvfigur Stark abstrahierte Halbfigur, 1920 - Træsnit, 1920 - Erhvervsorganisation Betriebsorganisation I Die Aktion, nr. 10, 1923 - Arbejdsmændene, 1925 Die Arbeitsmänner - Demonstration, 1925 - Fabrikken, 1926 - Arbejdere, 1926 - Gruppe ved siden af facade med sprossevinduer, før 1927 Gruppe neben Fassade mit Gitterfenstern - Weltwirtschaftsrat, 1932 - Arbejdets verden Welt der Arbeit, u. å. |

## Træsnit iDie Aktion
1917-19 fik Seiwert syv træsnit udgivet i tidsskriftet Die Aktion.
- 8. sep. 1917,[12]
- 9. feb. 1918,[13]
- 29. juni 1918,[14]
- 5. okt. 1918,[15]
- 5. okt. 1918,[16]
- 19. april 1919,[17]
- 24. maj 1919,[18]